# Vaječník ptáků
Vejce se tvoří v ptačích samičích pohlavních orgánech – ve vaječníku a vejcovodu. Ve vaječníku vznikají vajíčka (samičí pohlavní buňka, ovum) v biologickém smyslu slova, kdežto ve vejcovodu probíhá tvorba vejce (ovo).
Hmotnost vaječníku u jednodenního kuřete je asi 0,03 g, u kuřičky před nástupem do snášky asi 6–7 g. Po snesení prvního vejce se jeho hmotnost zvyšuje na 35–40 g; v době pelichání vaječník atrofuje a jeho hmotnost klesá na 2–3 g.

## Embryonální vývoj
Na počátku embryonálního vývoje se vaječník (ovarium) zakládá jako párový orgán, ale dále se vyvíjí pouze levý vaječník. U samic je vaječník uložen v levé horní části dutiny tělní, mezi plícemi a ledvinami. U kuřic před dosažením pohlavní dospělosti je vaječník asi 1,5–2 cm dlouhý, 1–1,5 cm široký a 3–4 cm vysoký. Obsahuje velké množství Graafových folikulů, které před snáškou a během ní postupně dozrávají tak, jak jsou do nich přenášeny částečky žloutkové hmoty. U prvotního vajíčka je jádro zárodečné buňky uprostřed, ale postupným ukládáním žloutku je vytlačeno k okraji, k povrchu žloutkové koule, kde vytváří zárodečný terčík. Dozrálá žloutková koule je spojena úzkou stopkou s tělem vaječníku. Na místě protilehlém k úponu folikulu na vaječníku se folikulární blána postupně vyklenuje a ztenčuje a tím vzniká nevaskularizovaný tenký proužek, tzv. stigma. V tomto místě folikul při úplném dozrání praská. Z prázdného obalu folikulu vznikne ztluštělý útvar (folliculus postovulationem), který je analogický se žlutým tělískem savců (produkce progesteronu); postovulační folikul podléhá atrezii a u slepic je resorbován během 8–10 dnů. U ptáků není ani ve zralých folikulech dutina obsahující tekutinu.

## Ptačí vajíčko
Na rozdíl od ptáků patří lidské vajíčko podle množství žloutku mezi vajíčka oligolecitální (obsahuje málo žloutku) a izolecitální (žloutek je homogenně rozptýlen v cytoplazmě). .

## Funkce
Funkce vaječníku spočívá v produkci samičích pohlavních buněk (ovogeneze) a v produkci hormonů.
- Ovogeneze (proces tvorby samičích pohlavních buněk) je charakterizována obdobím rozmnožování (opakované mitotické dělení prvovaječných buněk, ovogonií, které končí vznikem ovocytů I. řádu v primárních folikulech), obdobím zrání a růstu (dvě meiotická dělení primárního ovocytu za následného vzniku ovocytu II. řádu a konečně vajíčka). U slepic probíhá ovogeneze již v období embryonálního vývoje, kdy vznikají ovogonie. Kolem 8. dne inkubace vzniká v ovariích asi 12,5 tisíce ovogonií, z nichž ale polovina do vylíhnutí kuřičky zanikne (ovaria se základají párově, ale ve vývoji pokračuje pouze levý vaječník). Také po vylíhnutí se počet oocytů snižuje, takže kolem 12. týdne věku je v ovariu kuřice založeno asi 2500 potenciálních folikulů. U slepic masného typu je jich méně, asi 1500. U vylíhlé kuřičky obsahuje vaječník ovocyty I. řádu v primárních folikulech. Období redukčního dělení je ukončeno asi 2 hodiny před ovulací. Protože slepice je heterogametického pohlaví, je pohlaví vylíhlého kuřete určeno již před ovulací, nikoliv až po oplození jako u savců.
- Vaječník produkuje steroidní hormony – estrogeny, androgeny a progesteron. Estrogeny se tvoří již v průběhu embryonálního vývoje a napomáhají diferenciaci gonád. Způsobují zvětšování vejcovodu slepice, změny v chemickém složení krve a zvětšení objemu krve a plazmy. Ovlivňují také sekundární pohlavní znaky a chování slepice. Androgen společně s estrogeny stimuluje vývoj vaječníku, ovlivňuje retenci vápníku a podporuje růst kostí. Progesteron se spolu s estrogeny podílí na regulaci ovulačního cyklu a uvolňování gonadotropinů z hypofýzy. Větší množství progesteronu může vyvolat pelichání; u pelichající slepice je množství progesteronu v plazmě velmi malé. Prekurzorem steroidních hormonů je cholesterol.

Vlastní vajíčko (ovum) se skládá z hmoty žloutku, vitelinní membrány a zárodečného terčíku. Postembryonální vývoj vajíčka (po vylíhnutí kuřičky) probíhá ve 3 stadiích:
- Několik měsíců trvající stadium pomalého ukládání žloutku (hlavně neutrálních tuků); průměrná velikost folikulu je kolem 3 mm.
- Intermediální stadium, které trvá asi 60 dní a při kterém dochází k tvorbě pravého žloutku, tvořeného převážně bílkovinami žloutku. Žloutková hmota se označuje jako „bílý žloutek“ a velikost folikulů se pohybuje kolem 6 mm.
- Stadium rychlého růstu, které trvá 9–14 dní a je ukončeno ovulací. Toto období je charakterizováno rychlým nárůstem žloutkové hmoty, tvořené převážně lipidy, kdy je uloženo až 99 % z celkové hmoty žloutky. Průměr žloutkové koule je asi 4 cm.

Po dozrání vajíčka dochází k ovulaci. Vajíčko uvolněno z folikulu prasknutím folikulární stigmy a vypadává do vejcovodu. K ovulaci dochází zpravidla až po snesení předchozího vejce. Doba mezi ovulací a snáškou vejce je v průměru 25 ± 1 hodina.